# 杯水主义
杯水主义（俄语：Теория стакана воды）是1920年代初在苏联（苏俄）流行的一种关于爱情、婚姻和家庭的激进主义观点，认为爱情不存在，将男女之间的关系简化为一种本能的性需求，这种需求必须在没有任何“条件”的情况下得到满足，就像喝水解渴一样。
杯水主义一般被追溯到苏联女性革命家亚历山德拉·柯伦泰。

## 演进
解放妇女（摆脱任何依赖、取消任何限制、权利平等）的思想在19世纪中叶开始发展。马克思和恩格斯曾预言社会主义将摧毁资产阶级家庭。
根据克拉拉·蔡特金的回忆录，列宁对杯水主义持否定态度。阿纳托利·卢那察尔斯基也为此撰文表示反对。
苏联精神病学家阿隆·扎尔金德于1924年出版《革命无产阶级的十二条性戒律》，反对杯水主义，主张为生育而从事性活动，不承认性偏離的合理性。1920年代中后期，杯水主义逐渐淡出苏联的公共领域，受到批判。1930年代苏联官方提倡的妇女形象与杯水主义已经大相径庭。